# 3626 Ohsaki
3626 Ohsaki је астероид главног астероидног појаса чија средња удаљеност од Сунца износи 3,151 астрономских јединица (АЈ).
Апсолутна магнитуда астероида је 12,1.